# Панко Анчев
Панко Кирилов Анчев е български литературен критик и историк, публицист и общественик.

## Биография
Роден е във Варна на 25 март 1946 г. Завършва висше образование във Великотърновския университет „Кирил и Методий“ през 1971 г.
Работи като журналист в Радио Варна (1972 – 1973). Главен редактор и директор е на книгоиздателство „Георги Бакалов“ (1973 – 1990), директор на Радиотелевизионния център (РТВЦ) във Варна (1996), отговорен редактор на списанието за литература и изкуство „Простори“.
Автор е на книги по въпросите на литературната история, културологията, философията на историята, политологията.
Под негова и на Иван Гранитски обща редакция излизат Събраните съчинения на Димитър Талев в 15 тома, а също и поредицата „Българска класика“ (и двете са издания на издателство „Захарий Стоянов“ – София).
Неколкократно е избиран за общински съветник във Варна като кандидат на Българската социалистическа партия. Бил е председател на Постоянната комисия по култура, вероизповедания и медии в общинския съвет. Определян е като „основен двигател на българо-руските културни връзки между Варна и Москва“.
Член е на Съюза на българските писатели; кандидат-майстор на спорта по шахмат. Живее във Варна.

## Мнения за Анчев
Журналистът, поет, редактор, критик и публицист Иван Гранитски причислява Анчев към „плеядата големи, оригинални български мислители и философи“ и пише „впечатляващи са неговите усилия да навлиза в неизследвани духовни територии, безстрашието му да се втурва в редица бели полета от историята и философията на българската литература и култура от епохата на Средновековието до наши дни.“
Писателят, есеист и литературовед професор Симеон Янев определя Анчев като „[ерудиран] историк на идеите и философ на историята“, притежаващ „отвореност, но и критичност към идеите и подходите на модерността и постмодерността“. Янев също пише „Когато никой не се решаваше да публикува първите книги на Борис Христов и Петя Дубарова, Панко Анчев пое този риск, за да ги четем днес като част от класиката на вчерашния ден... В днешно време нему принадлежи още една историческа заслуга. Панко Анчев е измежду малцината, ако не и единствен български литератор, който днес продължава да следи отблизо руския литературен живот и сътрудничи в руски литературни издания.“
Ученият биолог д-р Георги Чалдъков включва Анчев в числото на „некомпетентни... и неморални хора, които причиняват различни... болести в нашето общество“.
Писателят и журналист от „Гласът на Америка“ и „Свободна Европа“ Петър Доков остро критикува Анчев, обвинявайки го, че чрез критиката на западния глобализъм се опитва да лансира антиевропейски, панславистки и проруски идеи, определяки неговите текстове като „измъкнати от архива на Азиатския департамент на царска Русия“.
Журналистката Веселина Томова, главен редактор на сайта за разследваща журналистика Afera.bg, в своя статия обвинява Анчев, че „като председател на Комисията по култура в местния варненски парламент награждава, толерира и издейства спонсорства само на онези писатели, които са му лични пажове“. Томова също цитира поета Валери Станков, според когото Анчев, като главен редактор на книгоиздателство „Георги Бакалов“, „безжалостно размазва... цяло едно литературно поколение в нашия град [Варна]“.

## Признание и награди
- Национална литературна награда „Атанас Далчев“ за 2008 г.[8]
- почетен доктор на Литературния институт „Максим Горки“ в Москва (2009)[9][10]
- награда на СБП на името на Богомил Нонев за есеистика, публицистика и журналистика за 2010 г.
- награда на СБП за литературна критика за 2013 г. за книгите „Работа на ума“ и „Българският ум. Непрочетеният Цветан Стоянов“
- награда на в. „Словото днес“ за най-добра литературно-критическа публикация във вестника през 2014 г.
- награда на СБП за литературна критика за 2015 за книгата „Българският ум. Непрочетеният Тончо Жечев“
- Национална награда за литературна критика „Нешо Бончев“ за 2016 г.[11]
- Награда „Варна“ за литература за 2018 г. за книгата „В зоната на разпада. Романите на Ф. М. Достоевски“[12]
- Специална награда „Захарий Стоянов“ за заслуги към отечеството за 2018 година
- Награда на СБП за литературна критика за 2018 г. за книгите му „Българският ум. Теория и история“, „Българският ум. Непрочетеният Димитър Талев“ и „Критикът като мислител. Непрочетеният Кръстьо Куюмджиев“
- Специална награда на УС на СБП за 2022 година